# Marcorignan
Marcorignan è un comune francese di 1 187 abitanti situato nel dipartimento dell'Aude nella regione dell'Occitania.

## Società

### Evoluzione demografica
Abitanti censiti